# Altare di san Girolamo
L'altare di san Girolamo è un complesso scultoreo in marmo (circa 780×450×80 cm) di Gasparo Cairano e Antonio Medaglia, databile al 1506-1510 circa e conservato nella chiesa di San Francesco d'Assisi a Brescia, come primo altare della navata destra.

## Storia
L'origine e l'attribuzione di questo complesso scultoreo costituiscono uno dei problemi più intricati della scultura rinascimentale bresciana. Come osservato per primo da Antonio Morassi nel 1939, l'unico elemento utile a indicare una qualche datazione precisa è l'effigie di papa Giulio II scolpita sul lato interno del basamento della colonna sinistra, la quale rappresenta un sicuro post quem poiché è desunta dal recto di una delle medaglie che il Caradosso e Gian Cristoforo Romano realizzarono in onore del papa a partire dal 1506. Anche la committenza è ignota, sia per l'assenza di documenti al riguardo, sia a causa dell'abrasione, compiuta in epoca imprecisabile, dello stemma collocato sulla chiave dell'arco.
Le prime testimonianze certe sull'altare, in ordine di tempo, si hanno solo a partire dagli anni 1520. Nel 1521, Simone Rovati stipula un contratto con Maffeo Olivieri per una pala lignea da collocare su un altare imprecisato della chiesa di San Francesco a Brescia. Sei anni dopo, nel 1527, il prevosto della chiesa di San Lorenzo Alessandro Averoldi, in una scrittura privata, concede una stanza in affitto al pittore Callisto Piazza in cambio, oltre al denaro della locazione, di una pala "qual sia de bontà a similitudine del quadro lui ha fato per domino Simon de Roado posto in Sancto Francescho". Questo dipinto del Piazza è stato in seguito individuato nella Madonna col Bambino tra i santi Giovanni Battista e Girolamo, registrato fin dalle prime guide bresciane del XVII secolo, passato quindi nella prima metà del XIX secolo alla Collezione Lechi e infine alla Pinacoteca di Brera a Milano, dalla quale fu acquistato nel 1829 e dove ancora oggi si trova.
Bisogna attendere la visita apostolica di san Carlo Borromeo del 1580 per rendersi finalmente conto che è proprio il primo altare destro della chiesa di San Francesco, quello in oggetto, ad essere sotto il patronato acquisito decenni prima da Simone Rovati, con l'intitolazione a san Marco e con anche una dotazione, stabilita dal Rovati nel suo non pervenuto testamento, datato al 1522 dalle annotazioni della visita apostolica. Stupisce, a questo punto, non trovare alcun San Marco nella pala del Piazza commissionata all'epoca da Simone Rovati per il suo altare, il che lascia supporre che, dagli anni 1520 al 1580, l'intitolazione fosse cambiata. Si nota inoltre come, paradossalmente, tutto ciò non sia di alcun aiuto per la datazione dell'apparato lapideo, in quanto sicuramente precedente al 1521 e quindi all'acquisizione del patronato da parte del Rovati, il quale sicuramente lo trovò già installato. Viene anche da chiedersi cosa contenesse o cosa prevedeva di contenere l'altare prima della commissione del 1521 a Maffeo Olivieri della pala lignea, per la quale, oltretutto, c'è ragione di credere che non sia mai stata realizzata o quantomeno messa in opera, se già nel 1527 vi troviamo il dipinto del Piazza.
Federico Odorici, nel 1853, è il primo a segnalare a questo altare la Santa Margherita d'Antiochia tra i santi Girolamo e Francesco d'Assisi del Moretto, storicamente indicata nella quinta cappella sinistra della chiesa e quindi evidentemente traslata per riempire il vuoto lasciato dalla tela del Piazza. Databile al 1520 circa, infine, è l'affresco con la Visitazione posto nella lunetta superiore, uno dei pochi dipinti attribuiti al catalogo di Francesco Prata da Caravaggio.

## Descrizione e stile
Il Meyer, nel 1900, è il primo a trattare criticamente di quest'opera, arrivando a stupirsi della scarsa considerazione riservata a quella da lui giudicata come una delle migliori opere del Rinascimento bresciano, della quale apprezza anche la composizione architettonica. Sempre il Meyer è anche il primo a riconoscere sui rocchi inferiori delle due colonne libere un originalissimo adattamento scultoreo ad andamento circolare, senza soluzione di continuità, della Zuffa di dei marini del Mantegna, ponendo inoltre in rapporto le figure qui presenti con quelle sui medaglioni istoriati del mausoleo Martinengo. Nei due Busti di monaci sui pennacchi trova infine un preciso riferimento ai Cesari di palazzo della Loggia, congetturando che l'autore potesse essere lo stesso Gaspar Mediolanensis elogiato da Pomponio Gaurico nel 1504 come autore di quei busti, identificato dal Meyer espressamente in Gasparo Cairano.

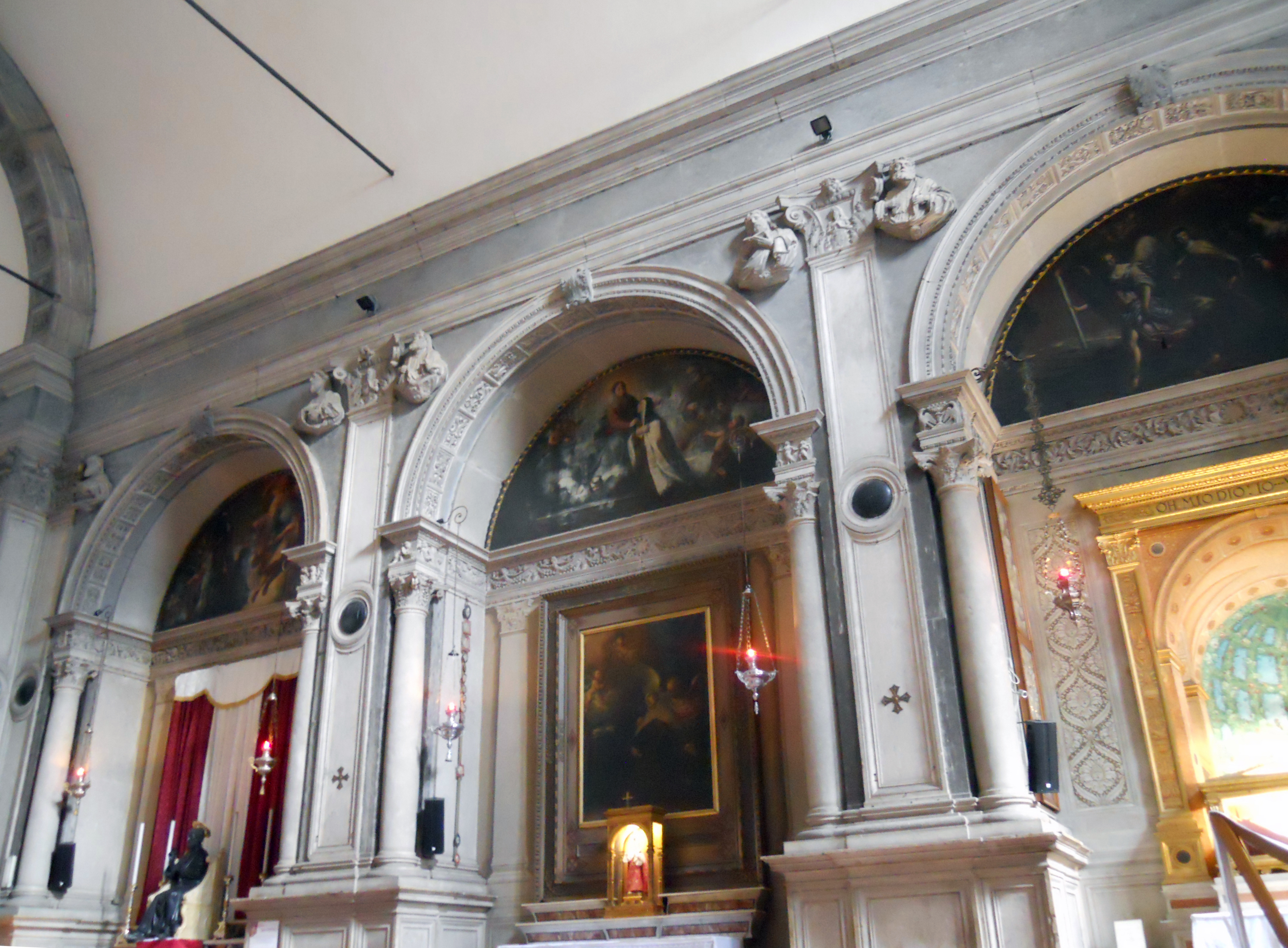
L'interno della chiesa di San Pietro in Oliveto.

Anche Antonio Morassi, nel 1939, identifica i riscontri tra l'altare in San Francesco e il mausoleo Martinengo, con la conseguenza di portarlo come uscito dallo scalpello di Maffeo Olivieri, secondo l'errata ricostruzione dello studioso che avrà gravi conseguenze sugli studi critici del XX secolo, fino ad essere smentita solo nel 1977 dal Boselli. La paternità di Gasparo Cairano su questo apparato lapideo è stata riproposta da Vito Zani nei primi anni del XXI secolo nell'ambito di una serie di studi mirati sullo scultore, con particolare riferimento ai due Monaci in sommità e alle tipologie delle figure nei fregi con la Zuffa. Evidenti affinità dal punto di vista della concezione architettonica e compositiva dell'altare si trovano anche nella chiesa di San Pietro in Oliveto, al cui cantiere ha sicuramente partecipato il Cairano almeno con il ciclo di Apostoli, dove le cappelle laterali della navata sono concepite allo stesso modo. Anche l'elaborato fregio, di ottima fattura, sembra mutuato dall'esperienza maturata dallo scultore nei fregi dello stesso tipo alla Loggia e ancora riproposti nell'arca di sant'Apollonio e nel mausoleo Martinengo. La datazione dell'opera, pertanto, dovrebbe essere in prossimità di tutte queste opere, compreso il portale del duomo di Salò come proposto nel 1991 da Agosti, e collocarsi dunque tra il 1506 e il 1510, ricordando anche il post quem dell'effigie di Giulio II precedentemente trattato.
Nel 2010, Giuseppe Sava pubblica su "Arte Veneta" un articolo che ricostruisce la figura di Antonio Medaglia, il misconosciuto architetto della chiesa di San Pietro in Oliveto, proponendone un catalogo di opere tra cui almeno alcune figure del fregio, e dubitativamente il progetto, dell'altare di san Girolamo in San Francesco, il quale, pertanto, sarebbe stato realizzato in collaborazione tra Medaglia e Gasparo Cairano, con comunque una netta predominanza artistica e tecnica del secondo.
Vito Zani, nel 2010, azzarda infine una proposta inedita per la ricostruzione delle origini dell'altare: lo studioso ipotizza che esso sia stato commissionato dal bresciano Mattia Ugoni, ordinato vescovo di Famagosta da papa Giulio II nel 1504 e quindi a lui evidentemente grato. Un patronato dell'Ugoni, comunque, è noto solamente a partire dal 1519 e legato alla chiesa di San Giuseppe, non a caso proprio dal periodo in cui hanno inizio le notizie documentarie su Simone Rovati, che nel 1521 interviene su un altare stranamente privo di pala. In tal caso, il patronato dell'Ugoni sarebbe durato pochissimo, senza possibilità di lasciare documenti ai posteri. Lo Zani fa anche notare come tra Mattia Ugoni e Gasparo Cairano potesse già esistere un qualche rapporto, dato che quando il prelato fu vicario generale del vescovo di Verona, nei primi anni del XVI secolo, fu il responsabile della commissione del nuovo portale del palazzo vescovile di Verona, per la cui progettazione architettonica è stata proposta, da Monica Ibsen nel 1999, una responsabilità proprio del Cairano.

## Dettagli

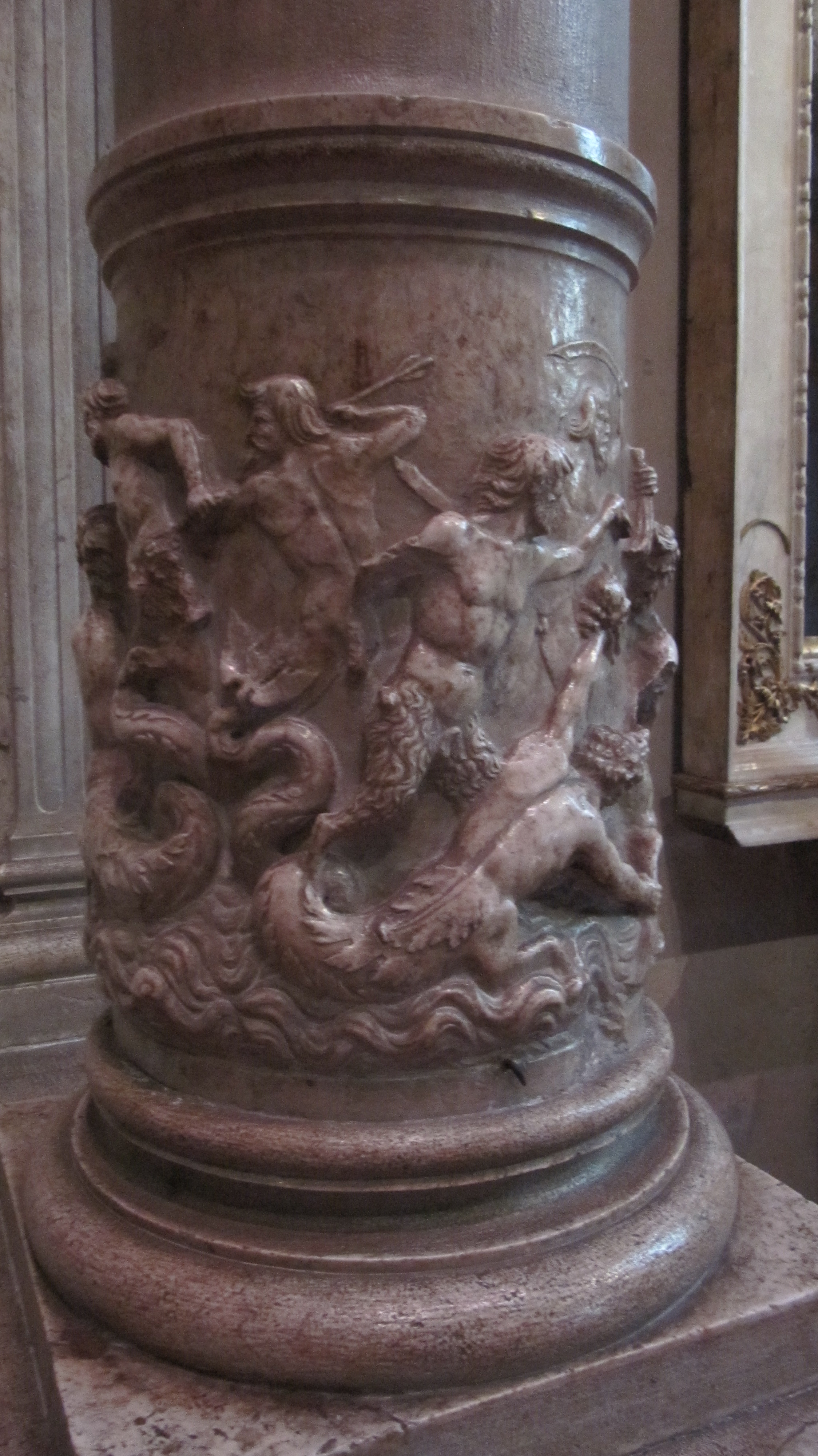
Zuffa di dei marini, dettaglio della colonna sinistra.
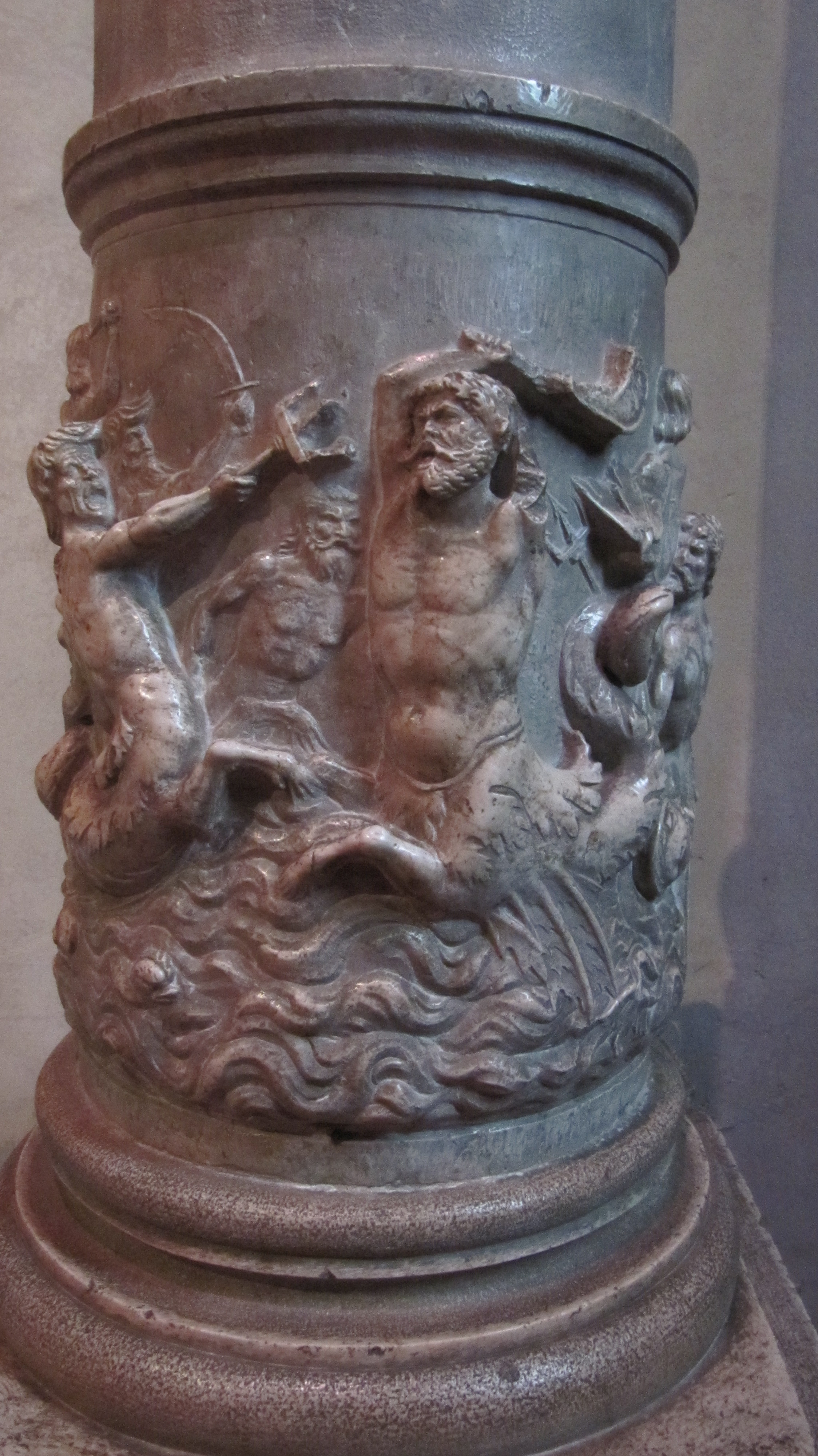
Zuffa di dei marini, dettaglio della colonna destra.